# Goera karafutonis
Goera karafutonis är en nattsländeart som först beskrevs av Matsumura 1911.  Goera karafutonis ingår i släktet Goera och familjen grusrörsnattsländor. Inga underarter finns listade i Catalogue of Life.